# Volcán de Fuego
Pour les articles homonymes, voir Volcán de Fuego (homonymie).
Le Volcán de Fuego (toponyme espagnol signifiant littéralement « volcan de feu » en français) est un volcan du Guatemala.

## Géographie
Le Volcán de Fuego, culminant à 3 763 mètres d'altitude, est situé aux environs de la ville d'Antigua Guatemala et du volcan Acatenango. La capitale du pays, Guatemala, dont l'agglomération dépasse les cinq millions d'habitants, n'est située qu'à une trentaine de kilomètres du sommet du volcan.

Vue en trois dimensions du Volcán de Fuego et de l'Acatenango.

## Histoire éruptive
Le Volcán de Fuego est l'un des volcans les plus actifs d'Amérique centrale. Il entre irrégulièrement en éruption depuis 1524.

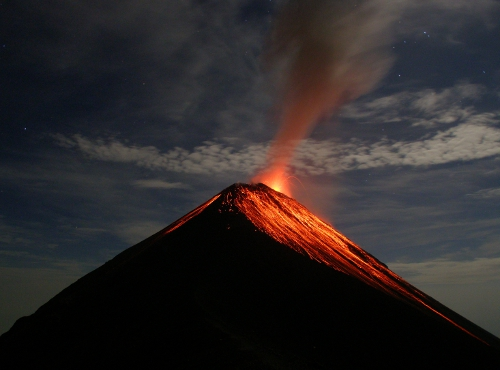
Vue d'une éruption nocturne du Volcán de Fuego en 2011.

Il connaît une phase éruptive depuis 2002. En septembre 2012, le Fuego a envoyé de la fumée et des cendres jusqu'à trois kilomètres d'altitude et a menacé la municipalité de Palín avec deux coulées de lave de 600 mètres de long. Au 14 septembre, 11 000 personnes avaient déjà été évacuées et 8 000 autres attendaient leur évacuation.
Le 8 février 2015, il connaît une nouvelle phase explosive et crache des colonnes de cendres jusqu'à 5 000 mètres d'altitude. L'éruption est considérée comme la plus importante depuis 1999. Elle a notamment provoqué la fermeture de l'aéroport international La Aurora, à Guatemala entraînant l'annulation de 110 vols concernant 6 000 passagers. Plusieurs écoles ont été fermées par mesure de sécurité, et les cendres ont affecté plusieurs plantations de café tout comme les villes et villages aux alentours.
Le 31 janvier 2018, il entre à nouveau en éruption, expulse des flux de lave jusqu'à 500 mètres au-dessus du cratère et rejette de fines particules de cendres sur au moins huit villages alentour.
Le 3 juin 2018, une éruption plus violente se produit. Projetant des cendres à plus de 2 200 mètres au-dessus du cratère, l'éruption impose la fermeture temporaire de l'aéroport international La Aurora et l'évacuation immédiate de plusieurs milliers de personnes. 114 morts et des centaines de disparus ainsi que des dizaines de blessés sont à déplorer, principalement dans les villages détruits par des nuées ardentes et des lahars,.
Le 19 novembre 2018, le volcan entre en éruption pour la cinquième fois de l'année. Près de 3 000 personnes des villages aux alentours sont évacuées par mesure de précaution. De plus, l'alerte rouge est déclenchée par les autorités guatémaltèques. Une violente lumière rougeoyante sort du volcan. « La lave a été projetée à 500 mètres au-dessus du cratère, surmonté d'une colonne de cendres de plus d'un kilomètre provoquant une pluie de particules », selon l'Institut de volcanologie.
Le 11 décembre 2022, une nouvelle phase éruptive entraîne la fermeture temporaire de l'aéroport et d'une autoroute en raison de la présence de cendres.
Le 9 mars 2025, une nouvelle phase éruptive oblige les autorités à évacuer près de 300 familles et à alerter sur le risque potentiel pour 30 000 autres habitants de la région. Le volcan projette des gaz et des cendres à haute altitude, entraînant la fermeture des écoles environnantes ainsi que d'une route essentielle reliant plusieurs communautés.